# 플로샤디 무제스트바역
플로샤디 무제스트바 역(러시아어: Площадь Мужества)은 러시아 상트페테르부르크 시에 있는 상트페테르부르크 지하철 키롭스코 비보륵스카야 선의 철도역이다. 1975년 12월 31일에 개통되었다.
역명이 위치한 무제스트바 광장과 피스카룝스코예 기념 묘지에 1941년부터 1944년 사이에 제2차 세계 대전 기간 동안에 수백명의 민간인 희생자들이 묻혀 있는 곳의 출발점으로써 설계된 역이다.